# Стшиговский, Йозеф
Йозеф Стшиговский (пол. Józef Strzygowski, нем. Josef Strzygowski; 7 марта 1862, Бяла, Австрийская Силезия — 7 января 1941, Вена) — польский и австрийский искусствовед, специалист в области византийского искусства.

## Биография
Родился 7 марта 1862 года в Бяла (Австрийская Силезия). Окончил реальное училище в Йене, после чего работал мастером на ткацкой фабрике, владельцем которой был отец. В 1882 году, став студентом, начал изучать искусствоведение в Мюнхенском университете и уже через три года в 1885 году получил звание доктора философии. Живя затем четыре года в Риме, одновременно (с 1887 года) числился слушателем Венского университета. Работал в Афинах, изучал древности Акрополя, результатом чего стала публикация в 1890 году статьи «Die Akropolis in altbyzantinischen Zeit».. Этой публикации предшествовали проведённые Стржиговским раскопки Акрополя. Затем Стржиговский исследовал мозаики церкви в Стамбуле, после чего изучал в Эчмиадзине (Армения) миниатюры рукописного Евангелия. В 1892 году публикует в Вене свою работу «Эчмиадзинское Евангелие». С этого времени начинает постоянное сотрудничество с «Byzantinische Zeitschrift», основанным в 1892 году Карлом Крумбахером.
В 1894—1895 и в 1900 годах работал в Египте, изучая христианское искусство коптов и собирая коптские древности. В процессе исследовательской работы у него возникают идеи, которые станут основой научной концепции о влиянии Востока на мировые цивилизации. Эти идеи изложены в известной книге «Восток или Рим» (Orient oder Rom), вышедшей в 1901 году в Лейпциге. В 1903 году выходит его новая работа «Малая Азия — целина для искусствоведения» (Kleinasien, ein Neuland der Kunstgeschichte). В 1909 году он становится руководителем Института истории искусств при Венском университете и возглавляет его вплоть до 1933 года.
Стржиговский активно участвовал в работе по пополнению коллекции позднеантичного и византийского искусства для Музея кайзера Фридриха. Выполняя поручение немецкого историка искусства Вильгельма фон Боде, он способствовал пополнению коллекции, которая увеличилась с менее чем 100 до 2 тысяч объектов. Кроме того Стржиговский внёс заметный вклад в создание коллекций Египетского музея и отдела исламского искусства.
В 1917 году Стржиговский издаёт книгу «Алтай—Иран и переселение народов», в которой излагает результаты исследования искусства тюрок и других кочевых народов. Исследователь считал, что культура кочевых народов сформировала не только искусство Азии, но продолжилась в Европе, повлияв на её культуру.
В 1918 году он публикует в Вене новую работу «Архитектура армян и Европа». Где провёл масштабное сравнительное исследование роли Армении в развитии архитектуры Византии, Ирана и Западной Европы. Этой публикации предшествовала научная экспедиция, в состав которой входили искусствовед Генрих Глюк, этнограф Эдмунд Кюттелер, историк Левон Лисициан и которую возглавлял сам Стржиговский. Исследователи на месте изучали памятники архитектуры Араратской равнины, Арагацотна, Ширака и Гугарка.
В 1933 году после отставки из Института истории искусств при Венском университете Стржиговский создает в Вене Общество сравнительных исследований в области искусства.
В период национал-социализма издал работу «Индогерманское наследие немецкого народа и история искусства будущего». По окончании Второй мировой войны ряд его публикаций попал в коммунистических государствах в список запрещенных книг. В число запрещенных книг попала «Германская северная душа. Признание исследователя искусства» (1940) и др.
Скончался ученый 7 января 1941 года.
Член-корреспондент Американской академии медиевистики с 1928 года.

## Публикации
- Strzygowski J. Iconographie der Taufe Christi. — München, 1885.
- Strzygowski J. Cimabue und Rom. — Wien, 1888.
- Strzygowski J. Der bilderkreis des griechischen Physiologus. — Leipzig, 1899.
- Strzygowski J. Orient oder Rom? — Leipzig, 1901.
- Strzygowski J. Kleinasien. Ein Neuland der Kunstgeschichte. — Leipzig ,1903.
- Strzygowski J. Die Bildende Kunst der Gegenwart. Ein Buch für jedermann. — Leipzig , 1907.
- Strzygowski J. Kleinarmenische Miniaturmalerei. Die Miniaturen des Tübinger Evangeliars MA XIII,1 vom Jahre 1113 bzw. 893 — Tübingen, 1907.
- Strzygowski J. Altai-Iran und Völkerwanderung: ziergeschichtliche Untersuchungen über den Eintritt der Wander- und Nordvölker in die Treibhäuser geistigen Lebens, anknüpfend an einen Schatzfund in Albanien. — Leipzig, 1917
- Strzygowski J. Die Baukunst der Armenier und Europa, Bde. I—II. — Wien, 1918
- Strzygowski J. Ursprung der christlichen Kirchenkunst. — Leipzig, 1920.
- Strzygowski J. Die Stellung des Islam zum geistigen Aufbau Europas. — Åbo, 1922.
- Strzygowski J. Die Krisis der Geisteswissenschaften. Vorgeführt am Beispiele der Forschung über Bildende Kunst. Ein grundsätzlicher Rahmenversuch. — Wien, 1923.
- Strzygowski J. Forschung und Erziehung. Der Neuaufbau der Universität als Grundlage aller Schulverbesserung an den Verfahren der Forschung über Bildende Kunst erörtert. — Stuttgart, 1928.
- Strzygowski J. Die altslavische Kunst. Ein Versuch ihres Nachweises. — Augsburg, 1929.
- Strzygowski J. Asiens bildende Kunst in Stichproben, ihr Wesen und ihre Entwicklung. Ein Versuch. (Arbeiten des 1. Kunsthist. Inst. der Universität Wien, Bd. 45.) — Augsburg, 1930.
- Strzygowski J. Aufgang des Nordens. Lebenskampf eines Naturforschers um ein deutsches Weltbild. (Beiträge zur vergleichenden Kunstforschung 12) — Leipzig, 1936.
- Strzygowski J. Spuren indogermanischen Glaubens in der Bildenden Kunst. — Heidelberg, 1936.
- Strzygowski J. Morgenrot und Heidnischwerk in der christlichen Kunst. — Berlin, 1937.
- Strzygowski J. Dürer und der nordische Schicksalshain. Eine Einführung in vergessene Bedeutungsvorstellungen. — Heidelberg, 1937.
- Strzygowski J. Geistige Umkehr. Indogermanische Gegenwartsstreifzüge eines Kunstforschers. — Heidelberg, 1938.
- Strzygowski J. Nordischer Heilbringer und Bildende Kunst. Eine durch Christentum und Kirche entstellte Heilserscheinung. Mit fünf Anhängen über die Kunst der germanischen Völkerwanderung im Rahmen Eurasiens und über die Gegenwart. — Wien, 1939.
- Strzygowski J. Die deutsche Nordseele. Das Bekenntnis eines Kunstforschers. — Wien-Leipzig , 1940.
- Strzygowski J. Das indogermanische Ahnenerbe des deutschen Volkes und die Kunstgeschichte der Zukunft. Die Forschung über Bildende Kunst als Erzieher. Eine Kampfschrift. — Wien, 1941.
- Strzygowski J. Europas Machtkunst im Rahmen des Erdkreises. Eine grundlegende Auseinandersetzung über Wesen und Entwicklung des zehntausenjährigen Wahnes: Gewaltmacht von Gottes Gnaden statt völkischer Ordnung, Kirche statt Glaube, Bildung statt Begabung, vom Nordstandpunkt planmäßig in die volksdeutsche Bewegung eingestellt. — Wien , 1943.